# 国投新疆罗布泊钾盐
国投新疆罗布泊钾盐有限责任公司，简称“国投罗钾”，是中华人民共和国的一家特大型钾盐生产企业，总部设于新疆维吾尔自治区乌鲁木齐市，生产基地位于新疆若羌县罗布泊。

## 历史
1995年，中国地质学家确认罗布泊湖盆存在罕见地下钾盐矿，面积及含盐量接近死海，号称“地下死海”。2000年9月，中国政府国家开发投资公司成立罗布泊钾盐开发公司，注册资本5.4亿元人民币，着手生产钾盐、钾肥。